# De Brieven van Jacob (televisieserie)
De Club van Sinterklaas & De Brieven van Jacob is het vijfde seizoen van De Club van Sinterklaas. Dit seizoen bestond uit 25 afleveringen, die werden uitgezonden tussen 1 november en 3 december 2004. Het volledige seizoen werd herhaald op 4 en 5 december. De Club van Sinterklaas & Het Blafpoeder is er het vervolg op, en wordt opnieuw gevolgd door De Club van Sinterklaas & De Streken van Tante Toets.

## Verhaal
Jacob, die inmiddels bij zijn vader in de gevangenis zit, heeft een 'omkeeraroma' ontwikkeld. Een ieder die in aanraking met dit goedje komt doet alles omgekeerd. Hij gebruikt het middel op een brief en stuurt die naar het kasteel. Gulle Piet is degene die de brief ontvangt en verandert dan ook meteen in een kwaadaardige Piet. Meneer de Directeur geeft haar telefonisch door wat ze moet doen: de intocht van Sinterklaas zo geheimzinnig mogelijk te saboteren. Het wordt alleen nog maar erger wanneer een nieuwe Piet, Hulppiet, door de Pieten wordt aangezien als de saboteur!

## Rolverdeling
- Sinterklaas - Bram van der Vlugt
- Wegwijspiet - Michiel Kerbosch
- Coole Piet - Harold Verwoert
- Hoge Hoogte Piet / Meneer de Directeur - Tim de Zwart
- Testpiet - Beryl van Praag
- Muziekpiet - Wim Schluter
- Profpiet - Piet van der Pas
- Gulle Piet - Sharon Wins
- Surprisepiet - Finn Poncin
- Hulppiet - Titus Boonstra
- Tussendoorpiet - Marc Eikelenboom
- Pakjespiet - Freek Commandeur
- Jacob - Peter de Gelder
- Rechercheur Kledder - Joep Sertons

## Trivia
Tijdens het feest van Sinterklaas worden Ernst en Bobbie ontvoerd en Meneer de Directeur en Jacob doen alsof zij Ernst en Bobbie zijn maar dan komen echte Ernst en Bobbie binnen rennen en de boeven ontsnappen uiteindelijk pakken de pieten in de serie de boeven op.

## Titelsong
De titelsong van dit seizoen is De brieven van Jacob, gezongen door Coole Piet (Harold Verwoert). Ook dit seizoen is er een zelfstandige videoclip van de titelsong die alleen te zien is buiten de afleveringen, namelijk tijdens reclameblokken op zender Fox Kids. Een haven is de opnamelocatie en Pietendanseressen sieren het filmpje weer met dansmanoeuvres. De titelsong is uitgebracht op single, cd-album De Liedjes van De Club van Sinterklaas: De Hits van 2005 en in 2009 heruitgebracht op compilatiealbum Het Beste van De Club van Sinterklaas 2009.